# Breyerskameren
De Breyerskameren is een rijksmonument bestaande uit serie vrijwoningen in Buiten Wittevrouwen in Utrecht.
Het oudste deel is het blok op de hoek van de Wittevrouwensingel en Gasthuisstraat, dat in de eerste helft van de 17de eeuw werd gebouwd als hofje van acht rug-aan-rug-woningen. Dankzij burgemeester Johan Breyer werd een tweede, losstaand deel met tien woningen bijgebouwd. Zijn testament gaf het beheer van de achttien kameren na Breyers overlijden in 1749 in handen van de diaconie van de Nederduits hervormde kerk. Het pleintje tussen de twee delen, waar zich de waterpomp bevond, werd rond 1910 bebouwd, waardoor een aaneengesloten complex ontstond van 22 woningen. In 1962 werden de woningen verkocht aan de gemeente, die de woningen beschikbaar stelde aan kunstenaars. Bij de restauratie in 1975 werd het gebouw uit 1910 gesloopt en twee nieuwe woningen in oude stijl gebouwd, die geen rijksmonument zijn. Zes woningen uit het oudste deel werden samengevoegd tot drie, waardoor het complex thans zeventien woningen omvat. De oorspronkelijke trapgevel aan de Wittevrouwensingel werd niet als zodanig hersteld. Het complex is nu in eigendom van coöperatie Mitros.
Op de gevelsteen staat geschreven:
DEWEL ED . GESTRENGE . HEER EN Mr

JOHAN . BREYER

RAAD . INDE . VROEDSCHAP . BURGEMEESTER

EN . HOOFDSCHOUT . DER . STAD . UTRECHT

ENZ . ENZ .

OVERLEDEN . D . XXIII . MAART . MDCCXLIX

MAAKTE DEZE ACHTIEN . KAMEREN 

BY . UITERSTEN . WILLE 

AAN . DE . DIACONY 

DER . NEDERDUITSCHE . HERVORMDE . KERK 

TOT . VRYE . WONINGEN

VOOR . ARME . BEDEELDE . LEDEMATEN